# Estadio Olímpico Universitario
Estadio Olímpico Universitario je víceúčelový stadion v Ciudad de México, sloužící zejména pro fotbal a atletiku. Pojme 72 000 diváků. Otevřen byl v roce 1952 a byl hlavním dějištěm Letních olympijských her 1968. Stadion je součástí Univerzitního kampusu Mexické národní autonomní univerzity, který je zapsán na seznamu světové dědictví UNESCO.